# این به جای آن (فیلم)
این به جای آن (انگلیسی: Quid Pro Quo) یک فیلم در ژانر رمانتیک، درام، و معمایی است که در سال ۲۰۰۸ منتشر شد.

## بازیگران
- نیک استال
- ورا فارمیگا
- فیل لامار
- جیمز فرین
- جیکوب پیتس
- اشلی اتکینسن
- پابلو شرایبر
- کیت برتون
- ایمی مالینز
- تامی نلسون